# Dawson Knox
(en) Statistiques sur pro-football-reference
Dawson Knox, né le 14 novembre 1996 à Brentwood au Tennessee, est un joueur professionnel américain de football américain dans la National Football League (NFL) . 
Il joue au poste de tight end pour la franchise des Bills de Buffalo depuis 2019.

## Biographie
Knox joue au niveau universitaire pour les Rebels de l'université du Misissippi qu'il rejoint en tant que walk-in en 2015.
Il est sélectionné lors du troisième tour de la draft 2019 par les Bills de Buffalo[réf. nécessaire].
Avant Knox, aucun tight end de l'histoire des Bills n'a été sélectionné pour un Pro Bowl, aucun n'a été nommé All-Pro ni honoré par la franchise[réf. nécessaire]. Seul deux tight ends de Buffalo, Paul Costa (en) et Ernie Warlick (en), ont été récompensés en étant sélectionnés dans les équipes All-Star de l'American Football League.
Grâce à Modèle:Lesquelels, il signe un nouveau contrat de quatre ans en septembre 2022 et devient le cinquième tight end le mieux payé de la ligue derrière George Kittle, Travis Kelce, Dallas Goedert et Mark Andrews. À la fin de la saison 2022, il est sélectionné pour disputer son premier Pro Bowl en remplacement de Kelce.